# Xantusia henshawi
La xantusia di Henshaw (Xantusia henshawi Stejneger, 1893) è un sauro notturno della famiglia Xantusiidae, endemico della California meridionale e della Bassa California.

## Descrizione
È lunga dai 5 ai 7 cm, ha un corpo piatto che gli consente di scivolare sotto le sfaldature delle rocce. 
È rivestito di minuscole squame di colore giallognolo, con molte grosse macchie nere. Di notte si procura il cibo attivamente sulla superficie delle rocce e si ritira nelle fenditure più strette per sfuggire ai predatori.
Benché non sia particolarmente rara, la xantusia di Henshaw è una specie protetta perché i collezionisti, cercando questi sauri, rimuovono le sfaldature delle rocce, distruggendone l'habitat.